# Euroligue féminine de basket-ball 2011-2012
Navigation
Saison précédente Saison suivante
L’Euroligue féminine est une compétition de basket-ball féminin rassemblant les meilleurs clubs d’Europe. La saison 2011-2012 met aux prises 23 équipes. Le Final Eight, nouvelle formule de la phase finale, disputé à Istanbul voit les Espagnoles de Ros Casares Valence triompher de leurs compatriotes Rivas Ecópolis. L'Américaine Asjha Jones, de Rivas Ecópolis, est désignée meilleure joueuse du Final Eight.

## Équipes participantes et groupes
Quatre nations présentent trois clubs : l'Espagne, la France, la Pologne et la Russie.
Quatre nations présentent deux clubs : l'Italie, la Hongrie, la Turquie et la Tchéquie.
Trois nations présentent un club : la Slovaquie, la Lituanie et la Croatie.
La formule est changée depuis la saison précédente avec trois poules de 8 équipes au lieu de 4 poules de 6, du 12 octobre 2011 au 1er février 2012. Les seize meilleures équipes sont qualifiées pour les huitièmes de finale, joués au meilleur des trois matches. La compétition se conclut par une phase finale rassemblant les huit meilleures équipes du 28 mars 2012 au 1er avril 2012. Le CCC Polkowice, le BLMA Montpellier et le Seat Szese Györ sont les trois nouveaux venus dans la compétition.

## Premier tour

### Groupe A
| Rang | Équipe               | Pts | J  | G  | P  | Pp   | Pc   | Diff |
| ---- | -------------------- | --- | -- | -- | -- | ---- | ---- | ---- |
| 1    | Ros Casares Valence  | 26  | 14 | 12 | 2  | 1089 | 865  | 224  |
| 2    | Galatasaray İstanbul | 25  | 14 | 11 | 3  | 1133 | 1011 | 122  |
| 3    | UMMC Iekaterinbourg  | 24  | 14 | 10 | 4  | 1070 | 885  | 185  |
| 4    | USK Prague           | 22  | 14 | 8  | 6  | 1037 | 993  | 44   |
| 5    | Bourges Basket       | 21  | 14 | 7  | 7  | 949  | 928  | 21   |
| 6    | Seat-Szese Győr      | 17  | 14 | 3  | 11 | 921  | 1143 | -222 |
| 7    | Lotos Gdynia         | 17  | 14 | 3  | 11 | 987  | 1121 | -134 |
| 8    | VIČI-Aistės Kaunas   | 16  | 14 | 2  | 12 | 892  | 1132 | -240 |

### Groupe B
| Rang | Équipe                 | Pts | J  | G  | P  | Pp  | Pc  | Diff |
| ---- | ---------------------- | --- | -- | -- | -- | --- | --- | ---- |
| 1    | Fenerbahçe İstanbul    | 24  | 12 | 12 | 0  | 967 | 778 | 189  |
| 2    | HA Salamanque          | 20  | 12 | 8  | 4  | 907 | 822 | 85   |
| 3    | Nadejda Orenbourg      | 19  | 12 | 7  | 5  | 822 | 814 | 8    |
| 4    | Famila Schio           | 18  | 12 | 6  | 6  | 813 | 824 | -11  |
| 5    | CCC Polkowice          | 17  | 12 | 5  | 7  | 864 | 892 | -28  |
| 6    | MKB Euroleasing Sopron | 16  | 12 | 4  | 8  | 769 | 842 | -73  |
| 7    | Tarbes Gespe Bigorre   | 12  | 12 | 0  | 12 | 774 | 944 | -170 |

### Groupe C
| Rang | Équipe              | Pts | J  | G  | P  | Pp   | Pc   | Diff |
| ---- | ------------------- | --- | -- | -- | -- | ---- | ---- | ---- |
| 1    | Spartak Moscou      | 25  | 14 | 11 | 3  | 1069 | 950  | 119  |
| 2    | Wisła Cracovie      | 24  | 14 | 10 | 4  | 963  | 903  | 60   |
| 3    | Good Angels Košice  | 23  | 14 | 9  | 5  | 994  | 893  | 101  |
| 4    | Rivas Ecópolis      | 22  | 14 | 8  | 6  | 1024 | 949  | 75   |
| 5    | Lattes-Montpellier  | 20  | 14 | 6  | 8  | 1028 | 988  | 40   |
| 6    | Taranto Cras Basket | 20  | 14 | 6  | 8  | 949  | 991  | -42  |
| 7    | Gospić CO           | 19  | 14 | 5  | 9  | 1017 | 1091 | -74  |
| 8    | Frisco SIKA Brno    | 15  | 14 | 1  | 13 | 852  | 1131 | -279 |

- Équipe qualifiée pour le 2e tour

## Deuxième tour

### Équipes qualifiées
À l'issue de ce premier tour, un classement est établi en fonction du nombre de points marqués par les équipes face aux autres qualifiés de leurs groupes. Les équipes à égalité sont départagées par leurs point average. Ce classement sert à déterminer les rencontres du deuxième tour, le premier affrontant le quinzième, le deuxième le quatorzième…
| Rang | Club                 | G | P | Pp  | Pc  | Pa    |
| ---- | -------------------- | - | - | --- | --- | ----- |
| 1    | Fenerbahçe İstanbul  | 8 | 0 | 640 | 540 | 1,185 |
| 2    | Ros Casares Valence  | 7 | 1 | 600 | 489 | 1,227 |
| 3    | Wisła Cracovie       | 6 | 2 | 538 | 494 | 1,089 |
| 4    | Rivas Ecópolis       | 5 | 3 | 571 | 548 | 1,042 |
| 5    | Galatasaray İstanbul | 5 | 3 | 590 | 600 | 0,983 |
| 6    | Spartak Moscou       | 5 | 3 | 553 | 567 | 0,975 |
| 7    | HA Salamanque        | 4 | 4 | 579 | 560 | 1,034 |
| 8    | UMMC Iekaterinbourg  | 4 | 4 | 568 | 562 | 1,011 |

| Rang | Club               | G | P | Pp  | Pc  | Pa    |
| ---- | ------------------ | - | - | --- | --- | ----- |
| 9    | Good Angels Košice | 3 | 5 | 518 | 528 | 0,981 |
| 10   | Famila Schio       | 3 | 5 | 557 | 573 | 0,972 |
| 11   | Nadejda Orenbourg  | 3 | 5 | 543 | 573 | 0,948 |
| 12   | Bourges Basket     | 2 | 6 | 511 | 558 | 0,916 |
| 13   | USK Prague         | 2 | 6 | 526 | 586 | 0,898 |
| 14   | CCC Polkowice      | 2 | 6 | 546 | 619 | 0,882 |
| 15   | Lattes-Montpellier | 1 | 7 | 538 | 581 | 0,926 |

1. ↑  Qualifié en tant qu'hôte du Final Eight.

### Rencontres
| Équipe no 1         | Total | Équipe no 2        | Aller   | Retour  | Appui   |
| ------------------- | ----- | ------------------ | ------- | ------- | ------- |
| Fenerbahçe İstanbul | 2 – 0 | Lattes-Montpellier | 83 – 71 | 80 – 72 | -       |
| Ros Casares Valence | 2 – 0 | CCC Polkowice      | 88 – 54 | 78 – 58 | -       |
| Wisła Cracovie      | 2 – 0 | USK Prague         | 66 – 52 | 74 – 60 | -       |
| Rivas Ecópolis      | 2 – 1 | Bourges Basket     | 66 – 59 | 60 – 68 | 64 – 56 |
| Spartak Moscou      | 2 – 1 | Nadejda Orenbourg  | 93 – 79 | 75 – 87 | 82 – 67 |
| HA Salamanque       | 0 – 2 | Famila Schio       | 59 – 67 | 72 – 82 | -       |
| UMMC Iekaterinbourg | 2 – 0 | Good Angels Košice | 61 – 55 | 75 – 49 | -       |

## Phase finale
Les huit clubs qualifiés pour le Final Eight sont repartis en deux groupes de quatre équipes. À l'issue des trois journées où chaque club rencontre une fois ses concurrents, le premier de chaque groupe atteint la finale de la compétition et les autres équipes jouent un match de classement suivant leurs positions.

### Demi-finales

#### Groupe A
| Rang | Équipe               | Pts | J | G | P | Pp  | Pc  | Diff |  | Résultats (dom.\ext.) |  |       |       |       |
| ---- | -------------------- | --- | - | - | - | --- | --- | ---- |  | --------------------- |  | ----- | ----- | ----- |
| 1    | Rivas Ecópolis       | 6   | 3 | 3 | 0 | 214 | 196 | 18   |  | Rivas Ecópolis        |  | 74-70 | 75-68 | 65-58 |
| 2    | Fenerbahçe İstanbul  | 5   | 3 | 2 | 1 | 219 | 199 | 20   |  | Fenerbahçe İstanbul   |  |       | 75-67 | 74-58 |
| 3    | Galatasaray İstanbul | 4   | 3 | 1 | 2 | 215 | 221 | -6   |  | Galatasaray İstanbul  |  |       |       | 80-71 |
| 4    | Famila Schio         | 3   | 3 | 0 | 3 | 187 | 219 | -32  |  | Famila Schio          |  |       |       |       |

#### Groupe B
| Rang | Équipe              | Pts | J | G | P | Pp  | Pc  | Diff |  | Résultats (dom.\ext.) |  |       |       |       |
| ---- | ------------------- | --- | - | - | - | --- | --- | ---- |  | --------------------- |  | ----- | ----- | ----- |
| 1    | Ros Casares Valence | 6   | 3 | 3 | 0 | 229 | 176 | 53   |  | Ros Casares Valence   |  | 62-49 | 77-66 | 90-61 |
| 2    | UMMC Iekaterinbourg | 5   | 3 | 2 | 1 | 202 | 201 | 1    |  | UMMC Iekaterinbourg   |  |       | 86-80 | 67-59 |
| 3    | Spartak Moscou      | 4   | 3 | 1 | 2 | 223 | 233 | -10  |  | Spartak Moscou        |  |       |       | 77-70 |
| 4    | Wisła Cracovie      | 3   | 3 | 0 | 3 | 190 | 234 | -44  |  | Wisła Cracovie        |  |       |       |       |

### Finale et matches de classement
| Match pour la 7e place | Famila Schio                                                          | 65 – 62                     | Wisła Cracovie                                                                | Abdi İpekçi Arena, Istanbul |                   |
| 1er avril 2012         | Points : Maja Erkic 15 Rebonds : Cheryl Ford 13 Passes : Maja Erkic 4 | (16-10, 22-20 10-15, 17-17) | Points : Erin Phillips 15 Rebonds : Ewelina Kobryn 6 Passes : Erin Phillips 8 | Spectateurs : 250           | Spectateurs : 250 |
| 1er avril 2012         | [ 4 ]                                                                 |                             |                                                                               | Spectateurs : 250           | Spectateurs : 250 |

| Match pour la 5e place | Galatasaray İstanbul                                                                         | 73 – 71                     | Spartak Moscou                                                                    | Abdi İpekçi Arena, Istanbul |                     |
| 1er avril 2012         | Points : Diana Taurasi 25 Rebonds : Diana Taurasi 6 Işıl Alben 6 Passes : Ticha Penicheiro 4 | (25-13, 16-22 13-21, 19-15) | Points : Seimone Augustus 15 Rebonds : 4 joueuses à 5 Passes : Seimone Augustus 3 | Spectateurs : 1 200         | Spectateurs : 1 200 |
| 1er avril 2012         | [ 5 ]                                                                                        |                             |                                                                                   | Spectateurs : 1 200         | Spectateurs : 1 200 |

| Match pour la 3e place | Fenerbahçe İstanbul                                                                 | 68 – 75                     | UMMC Iekaterinbourg                                                              | Abdi İpekçi Arena, Istanbul |                     |
| 1er avril 2012         | Points : Angel McCoughtry 20 Rebonds : Nevriye Yilmaz 12 Passes : Birsel Vardarli 4 | (20-27, 14-15 18-11, 16-22) | Points : Sandrine Gruda 18 Rebonds : Candace Parker 11 Passes : Candace Parker 5 | Spectateurs : 2 000         | Spectateurs : 2 000 |
| 1er avril 2012         | [ 6 ]                                                                               |                             |                                                                                  | Spectateurs : 2 000         | Spectateurs : 2 000 |

| Finale         | Rivas Ecópolis                                                          | 52 – 65                    | Ros Casares Valence                                                       | Abdi İpekçi Arena, Istanbul |                     |
| 1er avril 2012 | Points : Sancho Lyttle Rebonds : 3 joueuses à 6 Passes : 4 joueuses à 1 | (18-20, 19-13 11-18, 4-14) | Points : Asjha Jones 14 Rebonds : Asjha Jones 7 Passes : Laura Nicholls 2 | Spectateurs : 2 500         | Spectateurs : 2 500 |
| 1er avril 2012 | [ 7 ]                                                                   |                            |                                                                           | Spectateurs : 2 500         | Spectateurs : 2 500 |

## Récompenses individuelles
De nombreuses récompenses sont délivrées de manière individuelle tout au long de la saison. Lors de chaque journée disputée, la joueuse ayant la meilleure évaluation est nommée MVP.

### MVP par journée

#### Saison régulière
| Journée | Joueuse                | Équipe                   | Évaluation |
| ------- | ---------------------- | ------------------------ | ---------- |
| 1       | Diana Taurasi          | Galatasaray SK           | 38         |
| 2       | Ann Wauters            | Ros Casares Valencia     | 34         |
| 2       | Quanitra Hollingsworth | Seat-Szese Győr          | 34         |
| 3       | Dewanna Bonner         | Perfumerias Avenida      | 39         |
| 4       | Diana Taurasi          | Galatasaray SK           | 29         |
| 5       | Erika De Souza         | Perfumerias Avenida      | 31         |
| 6       | Tina Charles           | Galatasaray SK           | 31         |
| 6       | Geraldine Robert       | Lotos Gdynia             | 31         |
| 7       | Angel McCoughtry       | Fenerbahçe SK            | 28         |
| 8       | Candice Dupree         | Spartak région de Moscou | 30         |
| 9       | Quanitra Hollingsworth | Seat-Szese Győr          | 30         |
| 10      | Lucia Kupcikova        | K Cero I.C.P. Košice     | 35         |
| 11      | Asjha Jones            | Rivas Ecópolis           | 39         |
| 12      | Iva Ciglar             | Seat-Szese Győr          | 35         |
| 13      | Edwige Lawson-Wade     | Montpellier              | 33         |
| 14      | Eva Vítečková          | USK Prague               | 40         |

#### Deuxième tour
| Journée | Joueuse          | Équipe                   | Évaluation |
| ------- | ---------------- | ------------------------ | ---------- |
| Aller   | Seimone Augustus | Spartak région de Moscou | 34         |
| Retour  | Penny Taylor     | Fenerbahçe SK            | 36         |

## Sources et références
1. ↑  (en) « Asjha Jones Is The Final Eight MVP », sur fibaeurope.com, 1er avril 2012 (consulté le 6 avril 2012)
2. ↑  « 2011/12 Club Season », FIBA, 9 juillet 2010 (consulté le 10 juillet 2011)
3. ↑  (en) « Eighth-Finals Play-Offs Pairings Set », sur fibaeurope.com, 1er février 2011 (consulté en février 2011)
4. ↑  (en) « Game for 7th to 8th Place Beretta-Famila 65-62 Wisla Can-Pack », sur fibaeurope.com (consulté le 6 avril 2012)
5. ↑  (en) « Game for 5th to 6th Place Galatasaray MP 73-71 Sparta&K M.R. Vidnoje », sur fibaeurope.com (consulté le 6 avril 2012)
6. ↑  (en) « Game for 3rd to 4th Place Fenerbahce 68-75 UMMC Ekaterinburg », sur fibaeurope.com (consulté le 6 avril 2012)
7. ↑  (en) « Final - Rivas Ecopolis 52-65 Ros Casares », sur fibaeurope.com (consulté le 6 avril 2012)
8. ↑  (en) « Diana Taurasi Is Week 1 MVP », 14 octobre 2011 (consulté le 12 avril 2012)
9. ↑  (en) « Wauters, Hollingsworth Share Week 2 MVP », 21 octobre 2011 (consulté le 12 avril 2012)
10. ↑  (en) « Bonner Earns Week 3 MVP Honours », 28 octobre 2011 (consulté le 12 avril 2012)
11. ↑  (en) « Taurasi Is Week 4 MVP », 4 novembre 2011 (consulté le 12 avril 2012)
12. ↑  (en) « Erika De Souza Earns Week 5 MVP Honours », 10 novembre 2011 (consulté le 12 avril 2012)
13. ↑  (en) « Charles/Robert Share Week 6 MVP », 18 novembre 2011 (consulté le 12 avril 2012)
14. ↑  (en) « McCoughtry Brings Home Week 7 MVP », 25 novembre 2011 (consulté le 12 avril 2012)
15. ↑  (en) « Candice Dupree Is Week 8 MVP », 2 décembre 2011 (consulté le 12 avril 2012)
16. ↑  (en) « Hollingsworth Is Week 9 MVP », 9 décembre 2011 (consulté le 12 avril 2012)
17. ↑  (en) « Lucia Kupcikova Is Week 10 MVP », 16 décembre 2012 (consulté le 12 avril 2012)
18. ↑  (en) « Asjha Jones Is Week 11 MVP », 13 janvier 2012 (consulté le 12 avril 2012)
19. ↑  (en) « Iva Ciglar Is Week 12 MVP », 20 janvier 2012 (consulté le 12 avril 2012)
20. ↑  (en) « Edwige Lawson Is Week 13 MVP », 26 janvier 2012 (consulté le 12 avril 2012)
21. ↑  (en) « Week 14 MVP Eva Viteckova Breaks Record », 2 février 2012 (consulté le 12 avril 2012)
22. ↑  (en) « Seimone Augustus Is Play-Offs Day 1 MVP », sur fibaeurope.com, 22 février 2012 (consulté le 12 avril 2012)
23. ↑  (en) « Penny Taylor Is Play-Offs Day 2 MVP », sur fibaeurope.com, 25 février 2012 (consulté le 12 avril 2012)